# 칼 프리드리히 하스

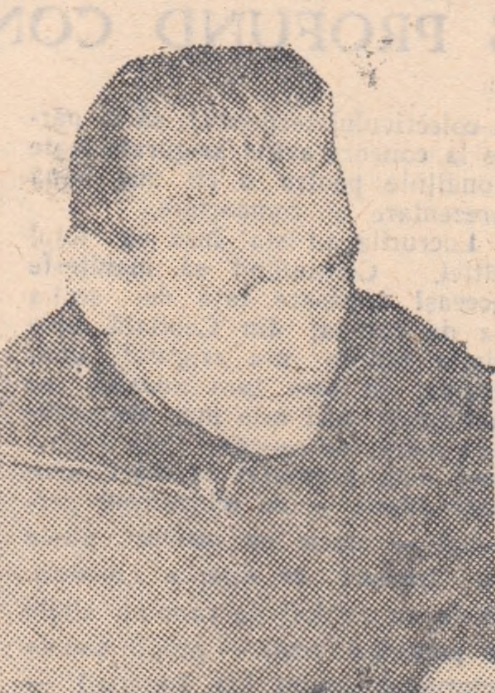

칼 프리드리히 하스(Karl-Friedrich Haas, 1931년 7월 28일 – 2021년 8월 12일)는 주로 400m에 출전한 서독의 선수였다. 독일 베를린, 브란덴부르크, 프로이센에서 태어났다. 핀란드 헬싱키에서 열린 1952년 하계 올림픽에서 서독 대표로 출전하여 팀 동료인 한스 가이스터(Hans Geister), 귄터 슈타인스(Günther Steines), 하인츠 울츠하이머(Heinz Ulzheimer)와 함께 4x400m 계주에서 동메달을 획득했다. 4년 후 호주 멜버른에서 열린 1956년 하계 올림픽에 독일 연합 대표팀으로 출전해 개인 400m에서 은메달을 획득했다. 아들 크리스티안 한스도 올림픽 참가자였다.